# 今野智博
今野 智博（こんの ともひろ、1975年7月25日 - ）は、日本の政治家、弁護士。元衆議院議員（2期）。

## 経歴
埼玉県深谷市生まれ。1988年3月、深谷市立桜ケ丘小学校卒業。1991年3月、深谷市立南中学校卒業。1994年3月、私立巣鴨学園卒業。
早稲田大学政治経済学部政治学科卒業。2003年11月、司法試験合格。司法修習後の2005年10月、弁護士登録し、五木田・三浦法律事務所で勤務。
2012年12月、第46回衆議院議員総選挙で埼玉11区に自民党から出馬。無所属で出馬した小泉龍司に敗れるも、比例北関東ブロックで復活して初当選。2014年12月、第47回衆議院議員総選挙では再び埼玉11区で小泉に敗れたものの、比例復活で再選。2017年10月の第48回衆議院議員総選挙では、自民党所属ではあったものの無所属で出馬となり(自民党から推薦は受けた)、自民党に復党した上で無所属で出馬した小泉龍司と対決し、追加公認をめぐり争ったが落選した。
その後は弁護士事務所を開業したものの、無資格者に名義を貸し法律事務をさせた（非弁提携）として、弁護士法違反容疑で2024年6月13日に警視庁に逮捕された。警視庁によると、今野は2023年9月から2024年3月、弁護士資格のない男女を使って、ニセ電話詐欺や国際ロマンス詐欺などの被害を受けた全国の約900人の法律事務を請け負い、計5億円の着手金報酬を得ていた。被害金の返還に至ったケースはほとんどないとみられる。無資格の法律事務をしていた20〜50代の男女10人も逮捕された。同年7月2日に弁護士法違反の罪で起訴された。
8月13日、警視庁は新たに主犯格の会社役員ら2人を逮捕した。警視庁によると、会社役員らは特殊詐欺の被害回復をうたって23都府県の約900人から約5億円を集金。報酬として集めた金の約1割を今野が受け取り、残りを会社役員らで分配していたとみられる。警視庁は10月1日までに、違法に得た着手金の一部を資金洗浄したとして組織犯罪処罰法違反（犯罪収益仮装）の疑いで、今野ら男4人を追送検した。
10月31日、今野らに被害回復を依頼した1都6県の男女15人が計約1800万円の損害賠償を求めさいたま地裁に提訴した。提訴後に記者会見した弁護団長は、「『高確率で全額に近い金額を取り戻せる』などと虚偽の事実を述べて勧誘し、通常よりも高額な着手金を支払わせていた」と批判した。

## 政策
- 憲法9条の改正と集団的自衛権の行使に賛成[9]。
- アベノミクスを評価する[9]。
- 原発は日本に必要だ[9]。
- 特定秘密保護法は日本に必要だ[9]。
- 村山談話と河野談話を見直すべき[9]。
- 女性宮家の創設に反対[10]。
- 選択的夫婦別姓制度の導入に反対[11]。

## 所属団体・議員連盟
- 日本会議国会議員懇談会[12]
- 神道政治連盟国会議員懇談会[12]
- みんなで靖国神社に参拝する国会議員の会[12]
- 文化芸術懇話会[13]